# Tetralonia albida
Tetralonia albida är en biart som först beskrevs av Amédée Louis Michel Lepeletier 1841.  Tetralonia albida ingår i släktet Tetralonia och familjen långtungebin. Inga underarter finns listade i Catalogue of Life.